# Seminário Menor de Nossa Senhora de Fátima
Seminário Menor de Nossa Senhora de Fátima foi fundado em 13 de outubro de 1936, pelo bispo D. Jaime Garcia Goulart, que seria o primeiro vigário-geral de Timor, administrador apostólico da nova diocese e, finalmente, bispo de Díli entre 1945 e 1967.

## Antigos alunos
- Gil da Costa Alves, políticos
- Norberto do Amaral, bispo de Maliana
- Carlos Filipe Ximenes Belo, antigo bispo de Díli[1]
- Vítor da Costa, político
- Francisco Lopes da Cruz, político
- Duarte Nunes, político
- Xanana Gusmão, político[2]
- José Ramos-Horta, político[3]
- Nicolau dos Reis Lobato, político[1]
- Alberto Ricardo da Silva, bispo de Díli
- Jacob Xavier, político